# Chenopodioideae

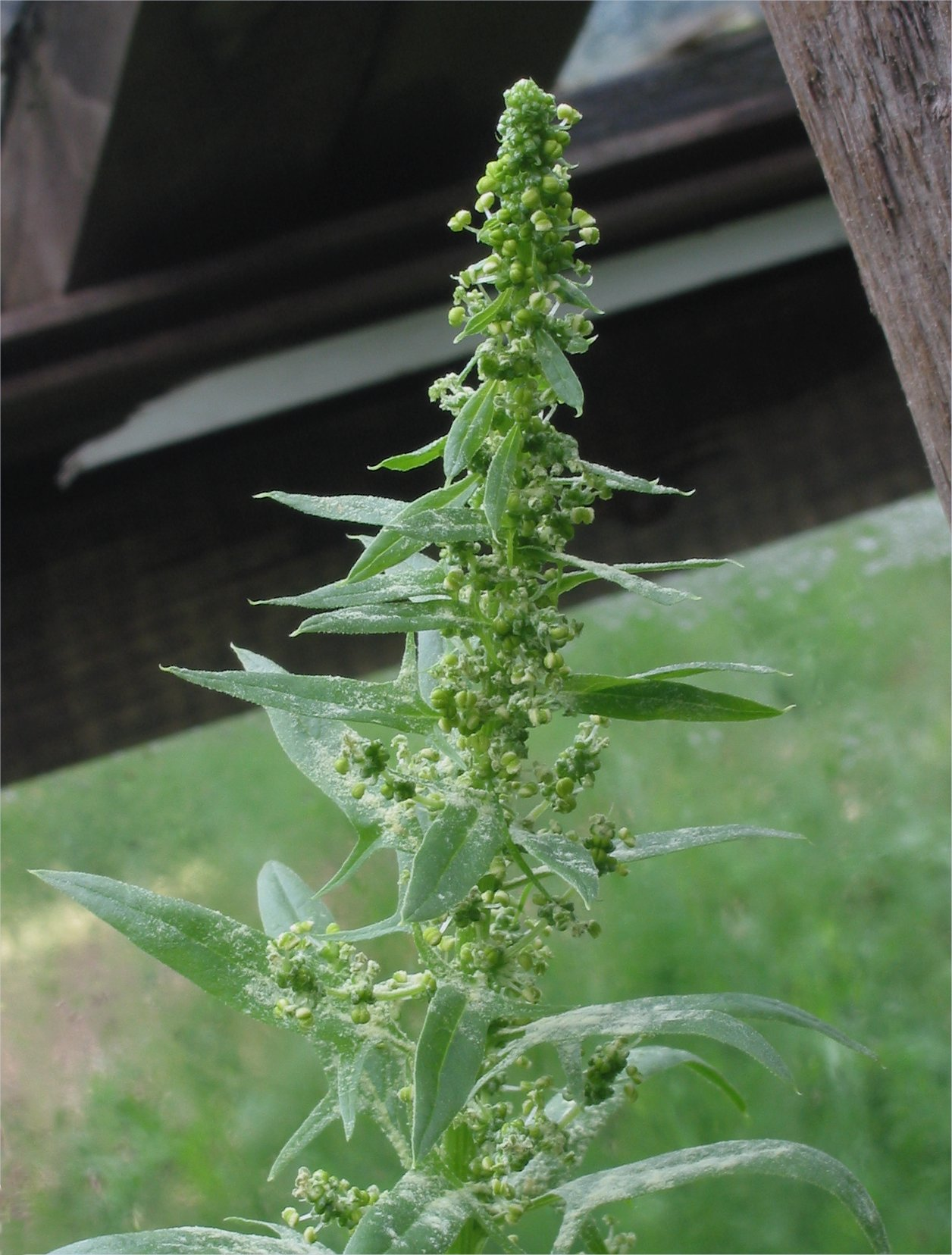
Tribus Anserineae: Echter Spinat (Spinacia oleracea)

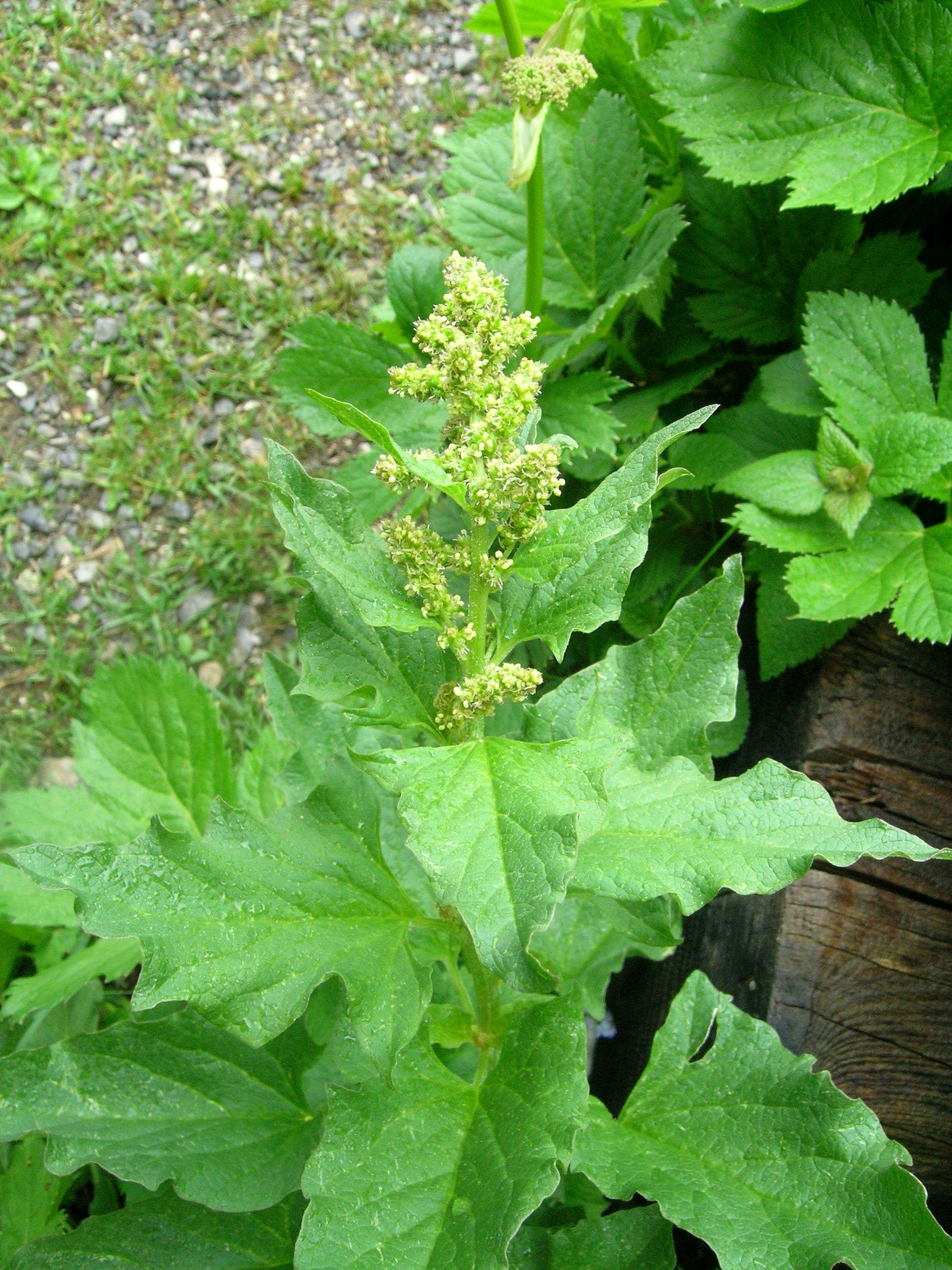
Tribus Anserineae: Guter Heinrich (Blitum bonus-henricus)

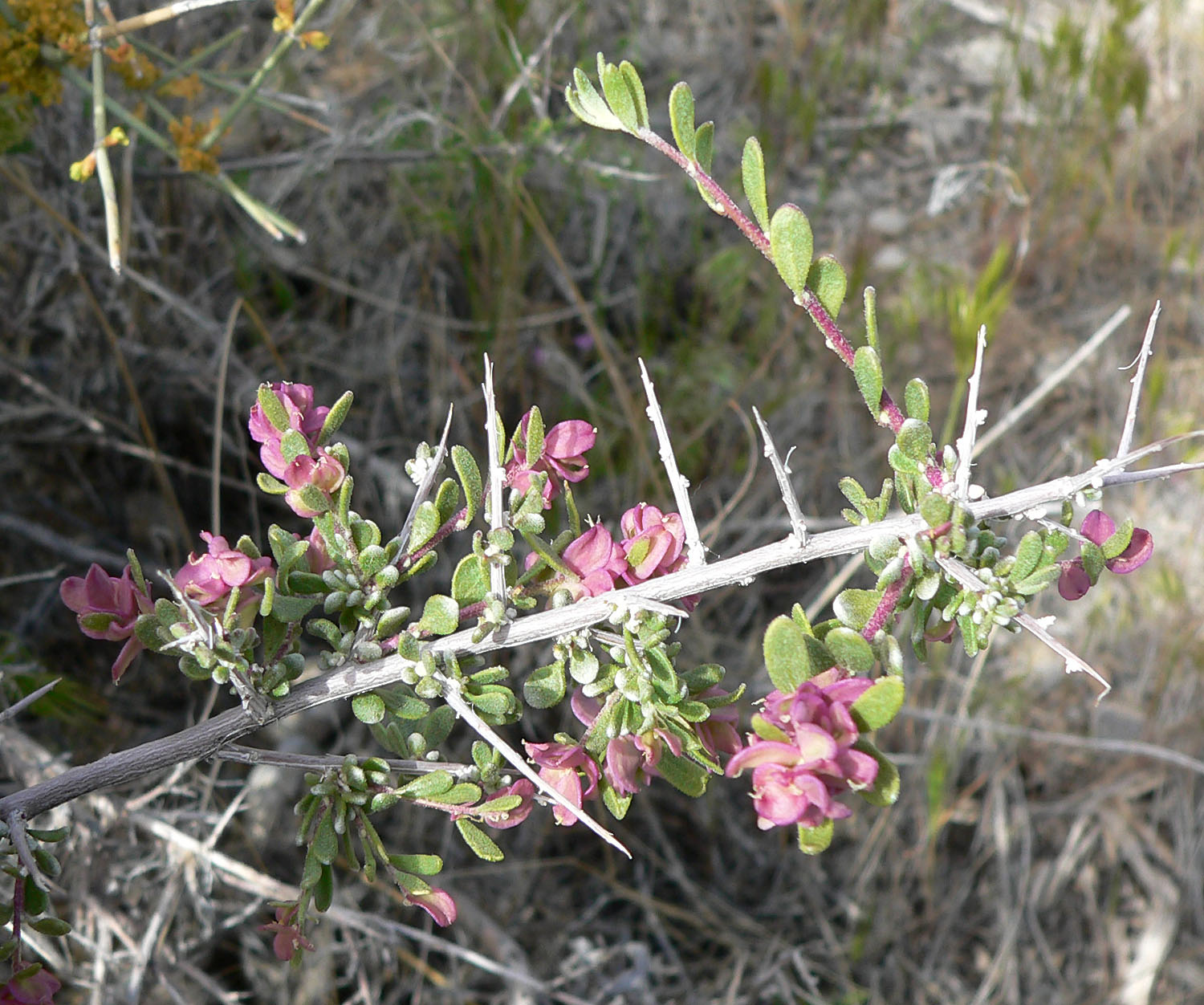
Tribus Atripliceae: Grayia spinosa

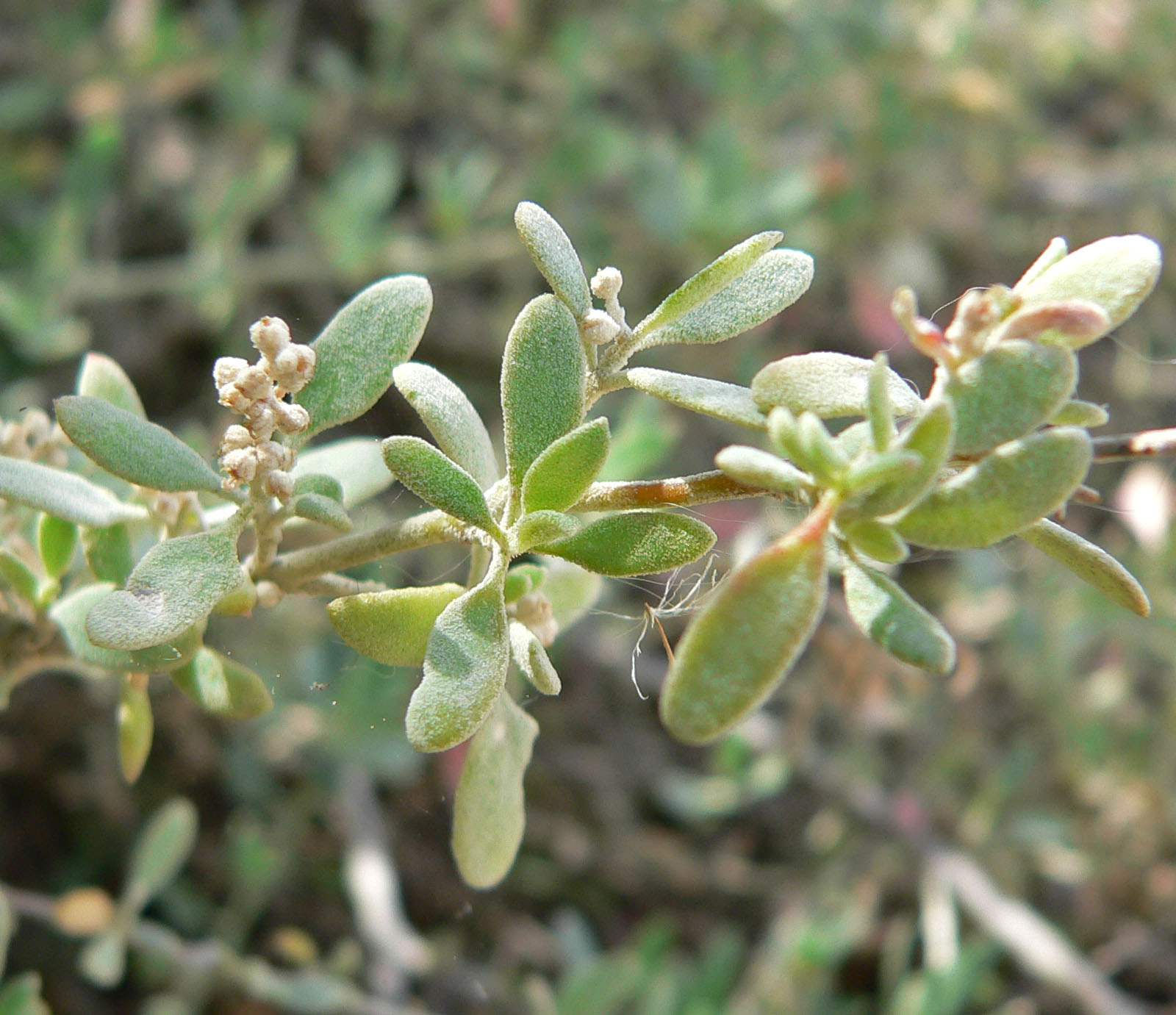
Tribus Atripliceae: Chenopodium spinescens

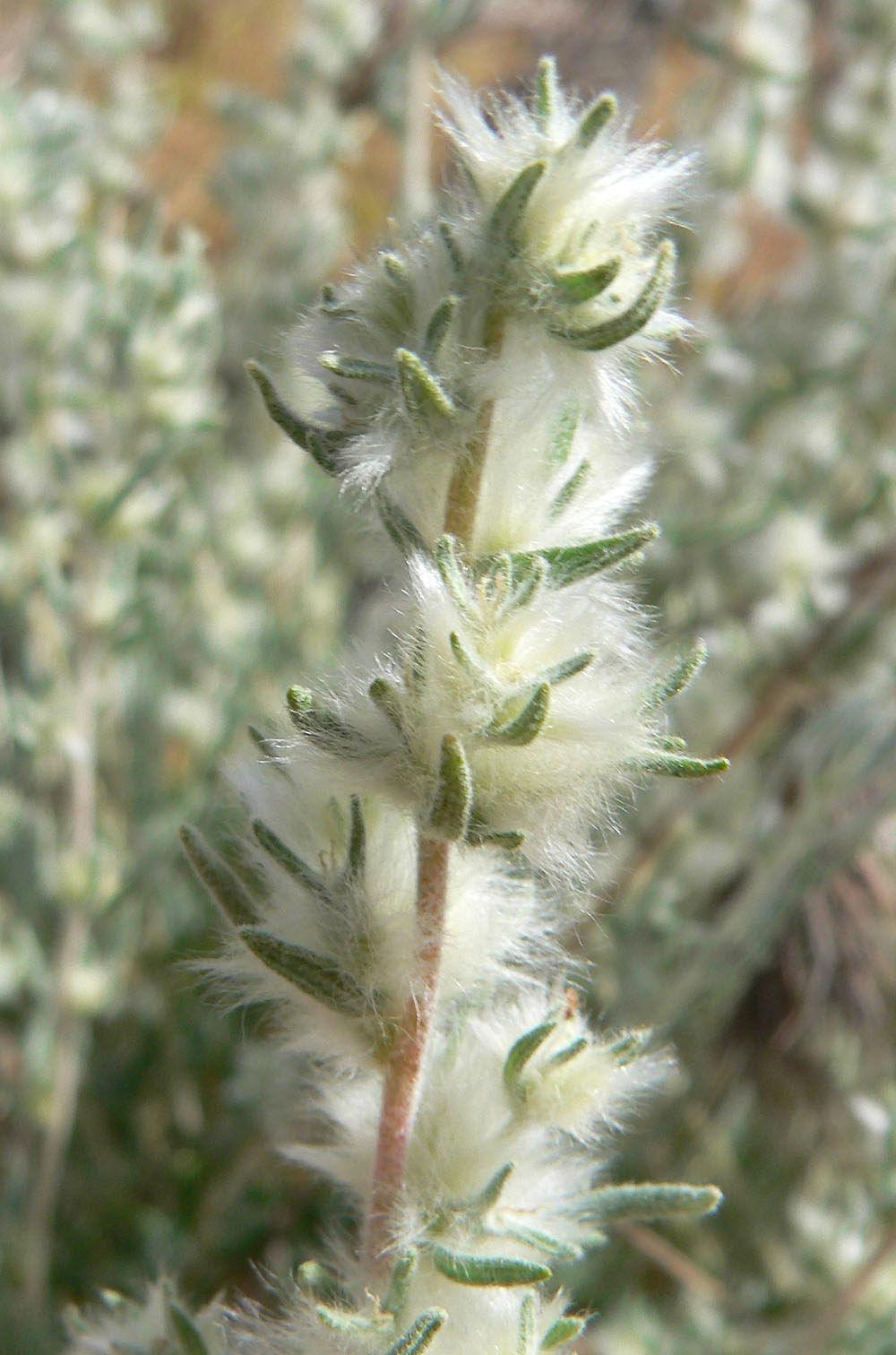
Tribus Axyrideae: Krascheninnikovia lanata

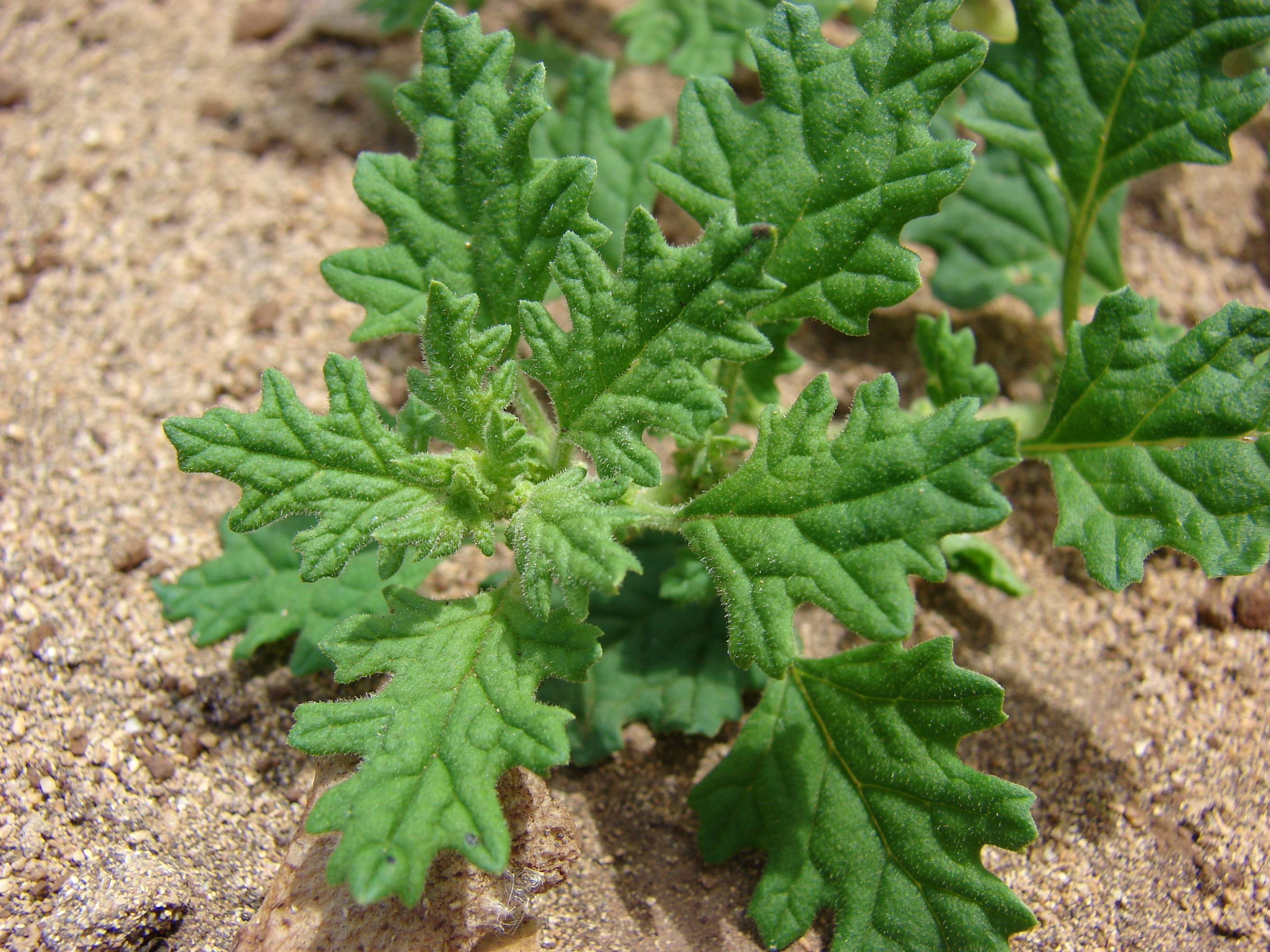
Tribus Dysphanieae: Dysphania carinata

Die Chenopodioideae sind eine Unterfamilie in der Familie der Fuchsschwanzgewächse (Amaranthaceae).

## Beschreibung
Zu den Chenopodioideae gehören einjährige und ausdauernde krautige Pflanzen, Halbsträucher, Sträucher oder kleine Bäume. Die Laubblätter sind meist wechselständig und flach.
Häufig kommen eingeschlechtige Blüten vor. Viele Arten sind einhäusig getrenntgeschlechtig (monözisch) oder haben gemischte Blütenstände aus zwittrigen und eingeschlechtigen Blüten; zweihäusig getrenntgeschlechtig (diözisch) sind Spinacia, Rhagodia, Grayia, Exomis und Atriplex. Den weiblichen Blüten vieler Atripliceae fehlt meist die Blütenhülle, dafür sind sie von zwei Vorblättern (Brakteolen) umhüllt. Arten mit Blütenhülle haben bis zu fünf Perianthblätter. Der Same ist horizontal oder vertikal, mit ringförmigem oder hufeisenförmigem Embryo.

## Verbreitung
Die Chenopodioideae sind weltweit verbreitet, die Wurzeln der Unterfamilie liegen in Eurasien.

## Systematik
Die Gattungen dieser Unterfamilie wurden früher in die Familie der Gänsefußgewächse (Chenopodiaceae) gestellt.
Die Unterfamilie Chenopodioideae wird nach Fuentes-Bazan et al. (2012) in vier Tribus gegliedert und enthält etwa 26 Gattungen:
- Tribus Anserineae Dumort.[1] Mit den beiden Gattungen:
  - Spinat (Spinacia L.): Mit drei Arten in Nordafrika und Vorderasien, beispielsweise:
    - Echter Spinat (Spinacia oleracea L.)

  - Blitum L.[1] mit etwa 12 Arten nahezu weltweit, beispielsweise:
    - Ähriger Erdbeerspinat (Blitum capitatum L., Syn.: Chenopodium capitatum (L.) Asch.)
    - Guter Heinrich (Blitum bonus-henricus (L.) Rchb., Syn.: Chenopodium bonus-henricus L.)
    - Echter Erdbeerspinat (Blitum virgatum L., Syn.: Chenopodium foliosum Asch.)

- Tribus Atripliceae C.A.Mey. (Syn. Chenopodieae Dumort.) Hier werden von Fuentes-Bazan et al. (2012) auch die Gänsefüße eingeordnet und in mehrere Gattungen unterteilt.
  - Archiatriplex G.L.Chu: Mit der einzigen Art:
    - Archiatriplex nanpinensis G.L.Chu: Es ist ein Endemit in der chinesischen Provinz Sichuan, kommt dort nur im nördlichen Teil in Nanping vor und gedeiht dort zwischen Sträuchern, an strauchigen Hängen, Ufern von Fließgewässern und in der Nähe von Bauernhöfen in Höhenlagen von etwa 2100 Meter.[2]

  - Melden (Atriplex L., Syn.: Blackiella Aellen, Cremnophyton Brullo & Pavone, Haloxanthium Ulbr., Neopreissia Ulbr., Obione Gaertn., Pachypharynx Aellen, Senniella Aellen, Theleophyton (Hook. f.) Moq.): Mit etwa 300 Arten weltweit.
  - Baolia H.W.Kung & G.L.Chu: Mit der einzigen Art:
    - Baolia bracteata H.W.Kung & G.L.Chu: Es ist ein Endemit in der chinesischen Provinz Gansu, kommt dort nur im südlichen Teil in Têwo vor und gedeiht an sonnigen, steppenartigen Hängen in Höhenlagen von etwa 1900 Meter.[3]

  - Chenopodiastrum S. Fuentes, Uotila & Borsch,[1]: mit fünf Arten, beispielsweise:
    - Bastard-Gänsefuß (Chenopodiastrum hybridum (L.) S. Fuentes, Uotila & Borsch, Syn. Chenopodium hybridum L.)
    - Mauer-Gänsefuß (Chenopodiastrum murale (L.) S. Fuentes, Uotila & Borsch, Syn. Chenopodium murale L.)

  - Gänsefüße (Chenopodium L. sensu stricto, inklusive Einadia Raf. und Rhagodia R.Br.[1]): Mit etwa 80 Arten weltweit.
  - Exomis Fenzl ex Moq.: Mit der einzigen Art:
    - Exomis microphylla (Thunb.) Aellen: Sie ist ein Halbstrauch im südlichen und westlichen Afrika und wächst in Gärten und Hecken.

  - Extriplex E.H.Zacharias: Mit zwei Arten im westlichen Nordamerika:
    - Extriplex californica (Moq.) E.H.Zacharias (Syn.: Atriplex californica Moq.)[4]
    - Extriplex joaquinana (A.Nelson) E.H.Zacharias (Syn.: Atriplex joaquinana A.Nelson)[4]

  - Grayia Hook. & Arn. (Syn.: Zuckia Standl.): Mit etwa vier strauchigen Arten im westlichen Nordamerika.
    - Grayia arizonica (Standl.) E.H.Zacharias[4]
    - Grayia brandegeei A. Gray[4]
    - Grayia plummeri (Stutz & S.C.Sand.) E.H.Zacharias[4]
    - Grayia spinosa (Hook.) Moq.[4]

  - Keilmelden (Halimione Aellen): Mit drei Arten in Europa und Vorderasien:
    - Gestielte Keilmelde (Halimione pedunculata (L.) Aellen, Syn.: Atriplex pedunculata L.)
    - Portulak-Keilmelde (Halimione portulacoides (L.) Aellen, Syn.: Atriplex portulacoides L.)
    - Halimione verrucifera (M.Bieb.) Aellen (Syn.: Atriplex verrucifera M.Bieb.): Südosteuropa und Osteuropa bis Mongolei.[5]

  - Holmbergia Hicken: Mit der einzigen Art:
    - Holmbergia tweedii (Moq.) Speg.: Es ist ein Strauch in Bolivien, Paraguay und Argentinien.

  - Lipandra Moq.[1]: Mit der einzigen Art:
    - Vielsamiger Gänsefuß (Lipandra polysperma (L.) S. Fuentes, Uotila & Borsch, Syn.: Chenopodium polyspermum L.)

  - Manochlamys Aellen: Mit der einzigen Art:
    - Manochlamys albicans Aellen: Dieser Halbstrauch kommt im südlichen Afrika in Namibia und der südafrikanischen Kapprovinz vor. Sein Lebensraum sind felsige und sandige Hänge, Sanddünen und Straßenränder.

  - Microgynoecium Hook.f.: Mit der einzigen Art:
    - Microgynoecium tibeticum Hook.f.: Sie kommt in Tibet und Sikkim vor und wächst in alpinen Wiesen und an gestörten Stellen.

  - Micromonolepis Ulbr.: Mit der einzigen Art:
    - Micromonolepis pusilla (Torr. ex S. Watson) Ulbr.: Sie kommt im westlichen Nordamerika vor.

  - Oxybasis Kar. & Kir.[1]: Mit fünf Arten, die auf der Nordhalbkugel, in Australien und Südamerika vorkommen[5], beispielsweise:
    - Dickblättriger Gänsefuß (Oxybasis chenopodioides (L.) S. Fuentes, Uotila & Borsch, Syn.: Chenopodium chenopodioides (L.) Aellen)
    - Graugrüner Gänsefuß (Oxybasis glauca (L.) S. Fuentes, Uotila & Borsch, Syn.: Chenopodium glaucum L.)
    - Roter Gänsefuß (Oxybasis rubra (L.) S. Fuentes, Uotila & Borsch, Syn.: Chenopodium rubrum L.)
    - Straßen-Gänsefuß (Oxybasis urbica (L.) S. Fuentes, Uotila & Borsch, Syn.: Chenopodium urbicum L.)

  - Proatriplex (W.A.Weber) Stutz & G.L.Chu: Mit der einzigen Art:
    - Proatriplex pleiantha (W.A.Weber) Stutz & G.L.Chu: Die einjährige Art kommt im westlichen Nordamerika vor.

  - Stutzia E.H.Zacharias (Syn. Endolepis Torr. nom. illeg.): Mit zwei einjährigen Arten im westlichen Nordamerika
    - Stutzia covillei (Standl.) E.H.Zacharias (Syn.: Endolepis covillei Standl.)[4]: Oregon, Nevada, Kalifornien.[5]
    - Stutzia dioica (Nutt.) E.H.Zacharias (Syn.: Kochia dioica Nutt., Endolepis suckleyi Torr., Endolepis ovata Rydb.)[4]: Kanada bis South Dakota.[5]

- Tribus Axyrideae (Heklau) G.Kadereit & A.Sukhor., mit einer charakteristischen Behaarung aus Sternhaaren, mit drei Gattungen:
  - Axyris L.: Mit etwa sechs Arten in Zentralasien, Himalaja und westlichen China.
  - Ceratocarpus L.: Mit zwei Arten in Osteuropa und Westasien.
  - Hornmelden (Krascheninnikovia Gueldenst.): Mit etwa acht Arten in Eurasien und Nordamerika, beispielsweise:
    - Europa-Hornmelde (Krascheninnikovia ceratoides (L.) Gueldenst.)

- Tribus Dysphanieae:
  - Cycloloma Moq., (Syn.: Cyclolepis Moquin-Tandon): Mit der einzigen Art:
    - Cycloloma atriplicifolium (Sprengel) J.M.Coulter: Sie ist weitverbreitet in Kanada, den USA und im nördlichen Mexiko.[6]

  - Drüsengänsefuß (Dysphania R.Br.): Mit etwa 42 Arten weltweit, beispielsweise:
    - Mexikanischer Drüsengänsefuß, auch Epazote (Dysphania ambrosioides (L.) Mosyakin & Clemants)
    - Wurmsamen-Drüsengänsefuß (Dysphania anthelmintica (L.) Mosyakin & Clemants)
    - Klebriger Drüsengänsefuß (Dysphania botrys (L.) Mosyakin & Clemants)
    - Australischer Drüsengänsefuß (Dysphania pumilio (R.Br.) Mosyakin & Clemants)
    - Schraders Drüsengänsefuß (Dysphania schraderiana (Schult.) Mosyakin & Clemants)

  - Suckleya A.Gray: Mit der einzigen Art:
    - Suckleya suckleyana (Torr.) Rydb.: Diese sukkulente einjährige Art kommt im westlichen Nordamerika vor.

  - Teloxys Moq.: Mit der einzigen Art:
    - Teloxys aristata (L.) Moq. (Syn.: Chenopodium aristatum L.): Er ist in Osteuropa und im temperierten Asien heimisch und wächst eingebürgert in Ostasien, Teilen von Mittel- und Südeuropa (Ungarn, Italien) sowie im nordöstlichen Nordamerika.